# 273P/Pons-Gambart
La cometa Pons-Gambart, formalmente 273P/Pons-Gambart, è una cometa periodica scoperta indipendentemente da Jean-Louis Pons da Firenze e da Jean-Félix Adolphe Gambart.

## Storia osservativa
All'epoca della sua scoperta è stata osservata dal 21 giugno 1827 al 21 luglio 1827, ossia un arco di tempo di soli 31 giorni, troppo breve per poterne determinare l'orbita precisa. Nonostante le incertezze della sua orbita si riteneva che la cometa fosse periodica e con un periodo inferiore ai 200 anni: sulla base di questi considerazione si sono fatti molti calcoli e molte ricerche astronomiche per ritrovarla, per esempio nel marzo 1917 l'astronomo giapponese Sinkiti Ogura calcola per la cometa un periodo di 63,83 anni ed un intervallo di incertezza per tale periodo compreso tra 59,21 e 69,06 anni, oppure nel 1995 Ichiro Hasegawa e Syuichi Nakano cercando tra le osservazioni di comete apparse nei secoli passati ritennero di poterla identificare nella cometa C/1110 K1. Poiché tutti questi calcoli e ricerche non hanno portato alla riscoperta della cometa questa è stata considerata una cometa perduta. Infine casualmente è stata riscoperta il 29 novembre 2012.
Oggi la conoscenza dell'orbita di questa cometa è sufficientemente precisa da poter calcolare oltre al prossimo passaggio al perielio anche le date dei passaggi al perielio precedenti alla scoperta che sarebbero avvenuti alle seguenti date:
2 luglio 31, 7 agosto 257, 25 aprile 471, 12 febbraio 673, 8 novembre 864, 9 maggio 1064, 3 giugno 1256, 19 settembre 1454, 25 settembre 1645.
Il calcolo e la pubblicazione di queste date non sono lo sfoggio di abilità calcolatorie, ma sono fatti per permettere il ritrovamento di eventuali testimonianze storiche di passate apparizioni allo scopo di migliorare ulteriormente la conoscenza delle variazioni orbitali dovute alle forze non gravitazionali.